# Барна, Игорь Адамович
Игорь Адамович Барна (укр. Ігор Адамович Барна; род. 1941) — советский и украинский спортсмен и тренер; Мастер спорта СССР по греко-римской (1970) и вольной (1973) борьбе, Заслуженный тренер Украины (1993), Заслуженный работник физической культуры и спорта Украины.

## Биография
Родился 26 июля 1941 года в селе Злоцкое Краковского воеводства Польши.
В 1969 году окончил Львовский государственный университет (ныне Львовский национальный университет имени Ивана Франко) и в этом же году начал тренерскую деятельность в Калушской ДЮСШ, где работал по 1998 год с перерывом в 1979—1988 годах, когда был тренером в Ивано-Франковской ДЮСШ «Олимп».
С 1998 года Игорь Барна работает тренером по вольной борьбе в Ивано-Франковской областной школе высшего спортивного мастерства и в ДЮСШ управления образования Калушского горсовета.
В качестве спортсмена занимал 1-е место на Всесоюзном турнире памяти С. Ковпака (1969—1970, 1973) и на первенстве спортивного общества «Авангард» (1975). В 1970 году занял 4-е место на чемпионате Украины. Его тренерами были М. Козуб, А. Бурындин, В. Хуторян.
Среди воспитанников И. А. Барны на тренерской работе было много борцов, достигших высоких результатов на соревнованиях украинского, европейского и мирового уровня. В их числе Василий Федоришин и Роман Мотрович.
В 2015 году Игорю Барна была назначена двухлетняя государственная стипендия как выдающемуся деятелю физкультуры и спорта Украины.